# Prompttervezés
A prompttervezés (prompt engineering) a mesterséges intelligencia modell által értelmezhető és megérthető utasítások (promptok) strukturálásának a folyamata. A prompt egy természetes nyelvű szöveg, amely leírja a feladatot, amit az MI-nek végre kellene hajtania: a nyelvi modell szövegről szövegre generálásra utasítása lehet egy kérdés, például, hogy „Mi a kis Fermat-tétel?"; egy parancs, mint például az, hogy „Írjon verset a lehulló levelekről"; vagy egy, a kontextust, az utasításokat, és a beszélgetés történetét is magában foglaló, hosszabb állítás. 
A prompt tervezése magában foglalhatja egy lekérdezés megfogalmazását; egy stílus meghatározását; a releváns kontextus ismertetését; vagy egy szerep hozzárendelését az AI-hoz, például azt, hogy "viselkedj úgy mint egy francia anyanyelvű". Az utasítás tartalmazhat néhány példát, amelyből a modell tanulhat – például megkérheti a modellt, hogy egészítse ki a következő logikai sort: "maison → ház, chat → macska, chien → ? " (a várt válasz: kutya) – ezt a megközelítést few-shot learning-nek (kevés adatból történő tanulásnak) nevezzük.
Mikor egy szövegről képre vagy szövegről hangra generáló modellel kommunikálunk, egy tipikus felszólítás a kívánt kimenet leírása, például "jó minőségű fénykép egy lovagló űrhajósról" vagy "Lo-fi lassú BPM elektrohűtés szerves mintákkal". Egy szövegről képre generáló modell utasítása tartalmazhatja szavak hozzáadását, eltávolítását, kiemelését és átrendezését a kívánt téma, stílus, elrendezés, hangsúly és esztétikai célok elérése érdekében.

## A kontextuson belüli tanulás
A prompttervezést a kontextuson belüli tanulás teszi lehetővé, amelyet egy modellnek az utasításokból való ideiglenes tanulási képességeként definiálunk. A kontextuson belüli tanulás képessége a nagy nyelvi modellek felbukkanó képessége. Maga a kontextuson belüli tanulás a modell léptékének egyik felbukkanó tulajdonsága, ami azt jelenti, hogy a downstream skálázási törvényekben olyan megszakítások [breaks] fordulnak elő, amelyek hatékonysága eltérő mértékben növekszik a nagyobb és a kisebb modellekben.
Az egyes feladatokra vonatkozó, nem ideiglenes képzésekkel és finomhangolásokkal, ellentétben, a kontextuson belüli tanulás során elsajátított dolgok átmeneti jellegűek. Nem hordozzák az ideiglenes kontextusokat vagy torzításokat, kivéve azokat, amelyek már jelen vannak az (elő)képzési adatkészletben, egyik beszélgetésről a másikra. Ez a transzformer rétegeken belüli „köztes-optimalizálás” [mesa-optimization]  eredménye, amely a metatanulás [meta-learning], vagyis a „tanulás tanulásának” egy formája. 

## Történelem
Először 2018-ban javasolták a kutatók, hogy minden, az NLP- ben (natural language processing, természetes nyelv feldolgozás) korábban különálló feladatnak, egy kontextuson felül álló, kérdés megválaszolási problémaként kellene szerepelnie. Ezen kívül, kiképezték az első egyedi, egyesített, többfeladatos (multi-task) modellt, amely bármely, a feladattal kapcsolatos kérdésre válaszolhat – például olyanokra, hogy: „Milyen a hangulat?" vagy „Fordítsd le ezt a mondatot németre." vagy „Ki az elnök?".
2021-ben a kutatók egy generatívan előképzett modellt, (a T0-t) 12 NLP- feladat végrehajtására finomhangoltak (62 adatkészlet felhasználásával, ahol minden feladatnak több adatkészlete is lehetett). A modell jó teljesítményt mutatott az új feladatokban, felülmúlva azokat a modelleket, amelyeket közvetlenül csak egy feladat elvégzésére képeztek ki (előképzés nélkül). Egy-egy feladat megoldásához, T0 egy strukturált promptban kapta meg a feladatot – például egy arra való utasításként, hogy hozza létre a „következmény" változót: If {{premise}} is true, is it also true that {{hypothesis}}? ||| {{entailed}}.
Egy utasítástár (repository for prompts) feljegyzése szerint 2022 februárjában körülbelül 170 adatkészlethez több mint 2000 nyilvános utasítás volt elérhető.
A Google kutatói 2022-ben javasolták a gondolatlánc promptolási technika használatát. 
2023-ban számos szövegről szövegre és szövegről képre generálásra irányuló promptadatbázis volt nyilvánosan elérhető.

## Szövegről szövegre

### Gondolatlánc
A gondolatlánc (Chain-of-thought, CoT) promptolás egy olyan technika, amely lehetővé teszi a nagy nyelvi modellek (LLM) számára, hogy közbenső lépések sorozataként oldjanak meg egy problémát mielőtt végső választ adnának. A gondolatlánc promptolás javítja az érvelési képességet azáltal, hogy arra készteti a modellt, hogy egy többlépcsős problémára válaszoljon olyan érvelési lépésekkel, amelyek egy gondolatmenetet utánoznak. Lehetővé teszi a nagy nyelvi modellek számára, hogy leküzdjék a nehézségeket néhány olyan érvelési feladat során, amelyek megoldása logikai gondolkodást és több lépést igényel, mint például a számtani feladatok, vagy a józan észen alapuló érvelési kérdések.
Például, adott a következő kérdés: "K(érdés): A kávézónak 23 almája volt. Ha 20-at felhasználtak az ebéd elkészítéséhez, és vettek még 6-ot, mennyi almájuk van?", a CoT prompt arra késztetheti az LLM-et, hogy így válaszoljon: "V(álasz): A kávézónak eredetileg 23 almája volt. 20 almát használtak fel az ebéd elkészítéséhez, így maradt 23-20 = 3 almájuk. Vettek még 6 almát, így a kávézónak 3 + 6 = 9 almája van. A válasz: 9.
Az eredeti javaslatnak megfelelően minden CoT prompt tartalmazott néhány kérdés-felelet (Q&A) példát. Ez tette kevés adatot tartalmazó, néhány lövéses (few-shot) felszólító technikává. Mindemellett azonban, a "Gondolkozzunk lépésről lépésre" szavak egyszerű hozzáfűzése is hatékonynak bizonyult, ami a CoT-ot nulla lövésű (zero-shot) promptolási technikává teszi. Mivel a felhasználónak többé nem kell sok konkrét CoT kérdés-válasz példát megfogalmaznia, ez a modszer lehetővé teszi a jobb méretezést.
Mikor a PaLM-re, egy 540B paraméteres nyelvi modellre alkalmazták, a CoT promptolás jelentős mértékben segítette a modellt, lehetővé téve, hogy az számos feladatnál a feladatspecifikus finomhangolt modellekkel összehasonlíthatóan teljesítsen, így a legkorszerűbb eredményeket (state of the art) érje el a GSM8K matematikai érvelési benchmarkon. Ennek a képességnek a további erősítése és a jobb értelmezhetőségre stimulálása érdekében lehetséges a modelleknek a CoT érvelési adatkészleteken való finomhangolása.
Példa:
```
K: {kérdés}
V: Gondolkozzunk lépésről lépésre.
```

### Egyéb technikák
A gondolatlánc utasítás csak egy a sok prompt mérnöki technika közül. Különféle egyéb technikákat is javasoltak. Legalább 29 különböző technikát publikáltak.
Szimbólumlánc (CoS) promptolás
A Szimbólumlánc-promptolás, a CoT felszólítással együtt, segíti az LLM-eket a szövegben megjelenő térbeli érvelés nehézségeinek leküzdésében. Más szavakkal, tetszőleges szimbólumok, például a ' / ' használata segíti az LLM-et a szöveg részei közötti szünetek értelmezésében. Ez segíti az érvelést és növeli az LLM teljesítményét.
Példa:
```
Bemenet:

Van egy sor tégla. A sárga C tégla az E tégla tetején van. A sárga D tégla az A tégla tetején van. A sárga E tégla a D tégla tetején található. A fehér A tégla a B tégla tetején található. A B tégla fehér színű. Most egy konkrét téglát kell szereznünk. A téglákat most fentről lefelé kell megérinteni, így ha az alsó téglát kell megfogni, akkor először a felső téglát kell eltávolítani. Hogyan lehet D téglához hozzáférni?

B/A/D/E/C
C/E
E/D
D

Kimenet:

Így az eredményt C, E, D formában kapjuk.
```

#### Generált tudás promptolás
A generált tudás felszólítás először arra kéri a modellt, hogy generáljon releváns tényeket a prompt kitöltéséhez, majd folytassa a prompt befejezésével. A megoldás minősége általában magasabb, mivel a modell releváns tényekre kondicionálható.
Példa:
```
Generálj ismereteket a bemenetben szereplő fogalmakról.
Bemenet: {kérdés}
Tudás:
```

#### „A legkevesebbtől a legtöbbig" promptolás
„A legkevesebbtől a legtöbbig" promptolás arra utasítja a modellt, hogy először sorolja fel egy probléma alproblémáit, majd sorban oldja meg azokat úgy, hogy a későbbi alproblémák az előző alfeladatokra adott válaszok segítségével megoldhatók legyenek.
Példa:
```
Bemenet:
K: {kérdés}
V: Bontsuk le ezt a problémát:
1.
```

#### Önkonzisztencia dekódolás
Az önkonzisztencia dekódolás több gondolati láncon halad végig, majd kiválasztja ezek közül a leggyakrabban elért következtetést. Ha a gondolatmenetek nagymértékben eltérnek egymástól, egy embertől lehet érdeklődni a helyes gondolati láncról.

#### Komplexitás alapú felszólítás
A komplexitás alapú felszólítás több CoT-kiterjesztést hajt végre, majd kiválasztja ezek közül a leghosszabb gondolati lánccal rendelkező kiterjesztéseket, végül pedig ezek közül választja ki a leggyakrabban elért konklúziót.

#### Önfinomítás (Self-refine)
Az önfinomítás először felszólítja az LLM-et a probléma megoldására, majd arra, hogy az LLM bírálja el a saját megoldását. Végül felszólítja az LLM-et, hogy a probléma, a megoldás és a kritika figyelembe vételével, oldja meg újra a problémát. Ezt a folyamatot addig ismétli, amíg el nem fogynak a tokenek, vagy az idő, vagy amíg az LLM nem hoz létre egy „stop” tokent.
Példa a kritikára:
```
Van egy kódom. Adjon egy javaslatot az olvashatóság javítására. Ne javítsd ki a kódot, csak adj javaslatot.
Kód: {code}
Javaslat:
```

Példa a finomításra:
```
Kód: {code}
Használjuk ezt a javaslatot a kód fejlesztésére.
Javaslat: {suggestion}
Új kód:
```

#### A gondolatfa
A gondolatfa prompt általánosítja a gondolatláncot azáltal, hogy felszólítja a modellt, hogy generáljon egy vagy több "lehetséges következő lépést", majd breadth-first, beam, vagy más fakeresési módszerrel, minden lehetséges következő lépésben lefuttatja a modellt.

#### Maieutikus felszólítás
A maieutikus felszólítás hasonló a gondolatfához. A modellt arra kérik, hogy magyarázattal válaszoljon egy kérdésre. Ezután arra utasítják a modellt, hogy magyarázza el a magyarázat egyes részeit, és így tovább. Az inkonzisztens magyarázó fákat lemetszik vagy kidobják. Ez javítja a teljesítményt az összetett józan ész típusú érvelés során.
Példa:
```
K: {kérdés}
V: Igaz, mert
```

```
K: {kérdés}
V: Hamis, mert
```

#### Irányító-inger promptolás
Az irányított inger felszólítás olyan tippet vagy jelzést tartalmaz, például a kívánt kulcsszavakat, amelyek a kívánt kimenet felé irányítják a nyelvi modellt.
Példa:
```
Cikk: {cikk}
Kulcsszavak:
```

```
Cikk: {cikk}
K: Írjon egy rövid összefoglalót a cikkről 2-4 mondatban, amely pontosan tartalmazza a megadott kulcsszavakat.
Kulcsszavak: {keywords}
V:
```

### A bizonytalanságot felfedő utasítás
Alapértelmezés szerint a nyelvi modellek kimenete nem tartalmazhat bizonytalansági becsléseket. A modell olyan szöveget jeleníthet meg, amely magabiztosnak tűnik, bár a mögöttes token előrejelzések alacsony valószínűségi pontszámokkal rendelkeznek. Az olyan nagy nyelvi modellek, mint a GPT-4, pontosan kalibrált valószínűségi pontszámokkal rendelkezhetnek token előrejelzéseikben, és így a modell kimeneti bizonytalansága közvetlenül megbecsülhető a token előrejelzés valószínűségi pontszámainak kiolvasásával.
Attól még, hogy valaki nem fér hozzá az ilyen pontszámokhoz (például, amikor valaki egy korlátozó API-n keresztül éri el a modellt), a bizonytalanság továbbra is megbecsülhető és beépíthető a modell kimenetébe. Az egyik egyszerű módszer az, hogy arra utasítjuk a modellt, hogy a bizonytalanság becslésére szavakat használjon. A másik pedig az, hogy felszólítjuk a modellt, hogy ha a bemenet nem felel meg a feltételeknek, akkor utasítsa el a szabványos válaszadást.

### Automatikus promptgenerálás

#### Visszakereséssel bővített generálás

A dokumentum-visszakeresés kétfázisú folyamata sűrű beágyazások és nagy nyelvi modell (LLM) használatával a válaszok megfogalmazásához

A visszakereséssel bővített generálás (Retrieval-augmented Generation – RAG) egy kétfázisú folyamat, amely magában foglalja, hogy egy Nagy Nyelvi Modell (LLM) visszakeresi a dokumentumokat és megfogalmazza a válaszokat. A kezdeti fázis sűrű beágyazást használ a dokumentumok visszakereséséhez. Ez a visszakeresés, a használati esettől függően, számos adatbázis-formátumon alapulhat, például vektoros adatbázison, összefoglaló indexen, faindexen vagy kulcsszótábla-indexen.
Egy lekérdezésre adott válaszban a dokumentum-visszakereső kiválasztja a legrelevánsabb dokumentumokat. Ez a relevancia általában először a lekérdezés és a dokumentumok vektorizálása során határozódik meg, majd ezt követi azoknak a dokumentumoknak az azonosítása, amelyek vektorai euklideszi távolságban a legközelebb vannak a lekérdezési vektorhoz. A dokumentum visszakeresést követően, az LLM létrehoz egy kimenetet, amely mind a lekérdezésből, mind a lekért dokumentumokból származó információkat tartalmazza. Ez a módszer különösen előnyös olyan védett vagy dinamikus információk kezelésére, amelyek nem szerepeltek a modell kezdeti betanítási vagy finomhangolási fázisában. A RAG figyelemre méltóan használja a "kevés lövésű" tanulást is, amelynek során a modell kis számú, gyakran adatbázisból automatikusan visszakeresett példát használ az outputjaiban használt információk létrehozásra.

#### Grafikonok visszakeresésével kiegészített generálás

GraphRAG tudásgrafikonnal, amely egyesíti a strukturálatlan, strukturált és kevert adatok hozzáférési mintáit.

A Microsoft Research által fémjelzett GraphRAG úgy terjeszti ki a RAG-ot, hogy ahelyett, hogy pusztán a vektoros hasonlóságra hagyatkozna (mint a legtöbb RAG megközelítésben), a GraphRAG az LLM által generált tudásgráfot használja. Ez a grafikon lehetővé teszi a modell számára, hogy összekapcsolja a különböző információ darabkákat, szintetizálja a különböző felismeréseit, és holisztikusan ragadja meg a nagy adatgyűjteményekben összefoglalt szemantikai fogalmakat.
A kutatók olyan adatkészletek használatával demonstrálták a GraphRAG hatékonyságát, mint a „Hírcikkekből származó erőszakos eseményekre vonatkozó információk” adatkészlet (Violent Incident Information from News Articles – VIINA). A GraphRAG, az LLM által generált tudásgráfoknak a gépi gráftanulással való kombinálásával, a globális értelmezési kérdésekre generált válaszok átfogóságát és sokszínűségét egyaránt jelentősen javítja.
Egy korábbi munka már bemutatta a tudásgráf alkalmazásának hatékonyságát a szövegből-lekérdezést generáló válaszok esetében. Ezek a technikák kombinálhatók a strukturálatlan és strukturált adatok közötti kereséshez, kibővített kontextust és jobb rangsorolást biztosítva.

#### Nyelvi modellek használata promptok generálásához
A nagy nyelvi modellek (LLM) maguk is használhatók arra, hogy promptokat fogalmazzanak meg nagy nyelvi modellekhez.
Az automatikus prompt mérnök algoritmus (automatic prompt engineer algorithm) egy LLM-et használ annak érdekében, hogy egy másik LLM-re vonatkozó promptokat sugározzon:
- Tegyük fel, hogy van két Nagy Nyelvi Modellünk (LLMs). Az egyik a cél LLM, a másik pedig az utasító LLM.
- Az utasító LLM-nek példa bemenet-kimenet párokat mutatunk be, és megkérjük, hogy generáljon olyan utasításokat, amelyek egy, az instrukciókat követő modellt, az adott bemenetek ismeretében a kimenetek generálására késztethetnének.
- Az egyes bemeneteket követően generált instrukciók mindegyike a cél LLM utasítására szolgál. A kimenetek log-valószínűségeit kiszámítódnak és összeadódnak. Ez az utasítás pontszáma.
- A promptoló LLM a legmagasabb pontszámot elért instrukciókat adja hozzá a további utasítás variációkhoz.
- Mindezt addig ismétli, amíg el nem ér néhány leállítási feltételt, majd kiadja a legmagasabb pontszámot elért utasításokat.

CoT példákat az LLM maga is generálhat. Az "auto-CoT"-ban egy olyan modell, mint például a BERT, vektorokká konvertálja át a kérdéskönyvtárat. Csoportokba rendeződnek a kérdésvektorok (klaszterizálódnak). Minden egyes klaszter esetében a súlypontjához (centroid) legközelebb eső kérdések kerülnek kiválasztásra. Egy LLM minden kérdésnél nulla-shot CoT-ot választ. Az eredményül kapott CoT-példák hozzáadódnak az adatkészlethez. Amikor új kérdéssel promptolnak, a legközelebbi kérdésekre vonatkozó CoT-példák visszakereshetők és hozzáadhatók a prompthoz.

## Szövegből képet
2022-ben a nagyközönség számára is megjelentek olyan, szövegből képet generáló modellek, mint a DALL-E, a Stable Diffusion és a Midjourney. Ezek a modellek szöveges felszólításokat fogadnak bemenetként, és művészi AI képek generálására használják őket. A szövegből képet generáló modellek tipikusan nem értik ugyanúgy a nyelvtant és a mondatszerkezetet, mint a nagy nyelvi modellek, és eltérő felszólítási technikákat igényelnek.

### Promptformátumok
A szövegről képre generálást célzó prompt általában tartalmazza a művészet tárgyának leírását (például „élénk, narancssárga pipacsok”), a kívánt médiumot (például „digitális festmény” vagy „fénykép”), a stílust (például „hiperrealista” vagy „'pop-art”), a világítást (például „peremvilágítás” vagy „krepuszkuláris sugarak”), valamint a színt és a textúrát.
A Midjourney dokumentációja a rövid, leíró jellegű felszólításokra buzdít: a „Mutasson egy képet sok virágzó kaliforniai pipacsról, tegye világos, élénk narancssárgává őket, és rajzolja meg őket színes ceruzákkal illusztrált stílusban” helyett a „Színes ceruzával rajzolt, élénk narancssárga, kaliforniai pipacsok” lenne a hatékony felszólítás.
A szavak sorrendje befolyásolja a szövegről képre generálást célzó prompt kimenetét. A felszólítás elejéhez közelebbi szavak hangsúlyosabbak lehetnek.

### Művészi stílusok
Egyes szövegről képre generáló modellek képesek név szerint utánozni bizonyos művészek stílusát. Például a Stable Diffusion és a Midjourney promptokban használták a „Greg Rutkowski stílusában" kifejezést, hogy Greg Rutkowski, lengyel digitális művész jellegzetes stílusában hozzanak létre képeket.

### Negatív promptok
A szöveg-kép modellek alapvetően nem értik a tagadást. Egy tagadó prompt, például a "buli torta nélkül" felszólítás, valószínűleg olyan képet eredményez, amely tortát is tartalmaz. Alternatív megoldásként ugyanakkor a felhasználó a negatív prompt esetében jelezheti, hogy mely kifejezések ne jelenjenek meg a kapott képen. Gyakori eljárás, hogy az általánosan nem kívánatos kifejezéseket – például csúnya, unalmas, rossz anatómiájú -, beilleszti a kép generálására vonatkozó negatív utasításba.

## Szövegből videót
A szövegből videó (text-to-video – TTV) generálás egy feltörekvő technológia, amely lehetővé teszi videók készítését közvetlenül a szöveges leírásokból. Ez a terület nagy potenciált rejt magában a videógyártás, az animáció és a történetmesélés átalakítására. A mesterséges intelligencia erejét kihasználva, a TTV lehetővé teszi a felhasználók számára, hogy a hagyományos videószerkesztő eszközök megkerülésével alakíthassák ötleteiket mozgóképekké.
E modellek közé a következők tartoznak:
- Runway Gen-2 – Felhasználóbarát felületet kínál, és különféle videóstílusokat támogat.
- Lumiere – Nagy felbontású videó generálására tervezték.[65]
- Make-a-Video – A részletes és változatos videokimenetek létrehozására összpontosít.[66]
- Az OpenAI Sora – A még kiadatlan Sora állítólag nagy felbontású videókat tud készíteni.[67][68]

## Nem szöveges felszólítások
Egyes megközelítések a természetes nyelvű szöveges felszólításokat nem szöveges bevitellel egészítik ki, vagy helyettesítik.

### Szöveges inverzió és beágyazások
Szövegből képet generáló modellek esetén a "szöveges inverzió" egy optimalizálási folyamatot hajt végre egy új szóbeágyazás létrehozására, példaképek halmaza alapján. Ez a beágyazási vektor egyfajta „pszeudoszóként” működik, amely a példák tartalmának, vagy stílusának kifejezése érdekében belefoglalható a promptba.

### Képi utasítás
2023-ban a Meta mesterséges intelligencia-kutatása kiadta a Segment Anything nevű számítógépes látásmodellt, amely promptból is képes képet szegmentálni. A szöveges utasítások alternatívájaként, a Segment Anything fogadhat határolókereteket, szegmentációs maszkokat és előtér-/háttérpontokat is.

### A gradiens süllyedés használata a promptok kereséséhez
Az "előtag-hangolás", "prompt tuning" vagy "soft prompting" során a lebegőpontos értékű vektorok, a log-valószínűségeknek a kimenetben való maximalizálása érdekében, közvetlenül a gradiens süllyedése alapján kerülnek megkeresésre. 
Formálisan, legyen
{\displaystyle \mathbf {E} =\{\mathbf {e_{1}} ,\dots ,\mathbf {e_{k}} \}} lágy prompt tokenek (hangolható beágyazások) halmaza, míg
{\displaystyle \mathbf {X} =\{\mathbf {x_{1}} ,\dots ,\mathbf {x_{m}} \}} és {\displaystyle \mathbf {Y} =\{\mathbf {y_{1}} ,\dots ,\mathbf {y_{n}} \}} legyenek a bemeneti és a kimeneti token beágyazásai. A képzés során a hangolható beágyazások, bemeneti és kimeneti tokenek egyetlen sorozatba vannak összefűzve: {\displaystyle {\text{concat}}(\mathbf {E} ;\mathbf {X} ;\mathbf {Y} )}, 
és betáplálva a nagy nyelvi modellekbe (LLM). 
A veszteségeket az {\displaystyle \mathbf {Y} } tokenekkel számítjuk; a színátmenetek pedig prompt-specifikus paraméterekként vannak visszapropagálva: az előtag-hangolás során ezek az egyes rétegekben lévő prompt tokenekhez társított paraméterek. A prompthangolásnál viszont ezek csupán a szójegyzékhez hozzáadott soft tokenek.
Formálisabban ez a prompthangolás. Legyen egy LLM felírva a következő módon:
{\displaystyle LLM(X)=F(E(X))}, ahol {\displaystyle X} a nyelvi tokenek sorozata, {\displaystyle E} a „tokenből-vektort" függvény, és {\displaystyle F} a modell többi része. Az előtag-hangolás során valaki bemenet-kimenet párokat biztosít {\displaystyle \{(X^{i},Y^{i})\}_{i}}, majd a gradiens süllyedést használja a következő kereséséhez {\displaystyle \arg \max _{\tilde {Z}}\sum _{i}\log Pr[Y^{i}|{\tilde {Z}}\ast E(X^{i})]}. Szavakkal: {\displaystyle \log Pr[Y^{i}|{\tilde {Z}}\ast E(X^{i})]} a kimenet log-valószínűsége {\displaystyle Y^{i}}, ha a modell először a bemenetet {\displaystyle X^{i}} a vektorba {\displaystyle E(X^{i})} kódolja, majd a vektor elé teszi az "előtag vektort" {\displaystyle {\tilde {Z}}}, majd alkalmazza az {\displaystyle F}-et.
Az előtag hangolásához hasonló, de az "előtag vektor" {\displaystyle {\tilde {Z}}} előre hozzá van fűzve a rejtett állapotokhoz a modell minden rétegében.
Egy korábbi eredmény a gradiens süllyedés keresésének ugyanezt az elképzelését használja, de olyan maszkolt nyelvi modellekhez készült, mint a BERT, és numerikus vektorok helyett csak token-szekvenciákon keres. 
Formálisan, {\displaystyle \arg \max _{\tilde {X}}\sum _{i}\log Pr[Y^{i}|{\tilde {X}}\ast X^{i}]} -ra keres, ahol {\displaystyle {\tilde {X}}} egy meghatározott hosszúságú token sorozatok tartománya.

## Promptinjekció
A promptinjekció a számítógépes biztonsági rések kihasználásnak családjába tartozik, amelyet egy olyan, az ember által adott instrukciók követésére kiképzett gépi tanulási modellnek (például LLM-nek) a felhasználásával hajtanak végre, amely képes követni a rosszindulatú felhasználó utasításait. Ez ellentétben áll az utasításkövető rendszerek tervezett működésével, ahol az ML modell csak az ML modell kezelője által biztosított megbízható utasítások (prompt) követésére szolgál.

## Fordítás
Ez a szócikk részben vagy egészben  a   Prompt engineering című angol Wikipédia-szócikk ezen változatának fordításán alapul.  Az eredeti cikk szerkesztőit annak laptörténete sorolja fel. Ez a jelzés csupán a megfogalmazás eredetét és a szerzői jogokat jelzi, nem szolgál a cikkben szereplő információk forrásmegjelöléseként.

## Kapcsolódó szócikk
- Pszichológiai manipuláció (informatika)